# Bombardowanie Cabry
Bombardowanie Cabry – atak lotniczy na andaluzyjskie miasto Cabra przeprowadzony 7 listopada 1938 roku, w czasie wojny domowej w Hiszpanii, przez lotnictwo Republiki Hiszpańskiej. Według szacunków w bombardowaniu zginęło od 101 do 109 osób, zaś ponad 200 zostało rannych.

## Przebieg
7 listopada 1938 roku trzy bombowce SB-2 sił powietrznych Republiki Hiszpańskiej zbombardowały miasto Cabra w prowincji Kordoba. Republikańscy lotnicy zrzucili łącznie 6 ton bomb. Jedna z bomb o masie 200 kilogramów, spadła na rynek, gdzie zabiła dziesiątki cywilów. Większość pocisków eksplodowało na rynku miasta i w dzielnicach robotniczych. Zginęło pomiędzy 101 a 109 osób, a ponad 200 zostało rannych. Obrona przeciwlotnicza nacjonalistów została zaskoczona i nie zdążyła otworzyć ognia.